# 98-ма стрілецька дивізія (СРСР)
98-ма стріле́цька диві́зія — військове з'єднання, стрілецька дивізія Червоної армії в роки Другої світової війни.
Дивізія сформована в січні 1939 року в Уральському військовому окрузі на базі 253-го стрілецького полку 85-ї стрілецької дивізії. Згідно з директивою Генштабу №ш41/00485 від 19 серпня 1939 року дивізія переводиться з міста Белебей Башкирської АРСР і розташовується в селі Шолья Удмуртської АРСР. Навесні 1941 року дивізія провела мобілізацію і 15 червня в складі 10 980 осіб виїхала на фронт. 26 червня формування провело свій перший бій в Білорусі, на північно-східному березі річки Західна Двіна.
Невдовзі дивізія потрапила в оточення, після виведення перетворена на полк 170-ї стрілецької дивізії. Через деякий час формування знову потрапило в оточення. Після боїв дивізія увійшла в склад 51-го стрілецького корпусу 22-ї армії Західного фронту.
Дивізія розформована 19 вересня 1941 року.